# Али Карнай
Али Карнай (настоящее имя Имамгали Мухаметдинович Зулькарнаев; 1904—1943) — башкирский писатель и переводчик, журналист, военный корреспондент. Член Союза писателей Башкирской АССР (1934).

## Биография
Али Карнай (Зулькарнаев Имамгали Мухаметдинович) родился 6 января 1904 года в деревне Большие Шады (ныне Мишкинский район Башкортостана).
В 1924 году окончил Бирский педагогический техникум, а в 1927 году — Высшие кооперативные курсы Центрсоюза в Ленинграде. С 1927 года работал инструктором в Башкирском республиканском союзе потребительских обществ.
С 1928 года являлся сотрудником газеты «Йәш юҡсыл», а с 1929 года — «Башҡурдистан». В 1928—1930 годах сотрудничал с редколлегией журнала «Аллахыззар» («Безбожники»).
С 1930 года работал в газете «Колхозға». В 1932 году — редактор Ишимбайской газеты «Башҡортостан вышкаһы» («Вышка Башкортостана»). В годы Великой Отечественной войны Карнай работал отв. редактором дивизионной газеты «Кызыл атлылар» («Красные конники»).
В 1932—1935 годах — ответственный секретарь газеты «Вышка Башкортостана» в Ишимбае. Член ВКП(б) с 1940 года.
Участник Великой Отечественной войны (1941—1943). В годы Великой Отечественной войны Али Карнай был главным редактором газеты 112-й Башкирской кавалерийской дивизии «Ҡыҙыл атлылар» («Красные конники»). Погиб в июле 1943 года. Похоронен в Черниговской области в районе Анавки.

## Творческая деятельность
Творческая деятельность началась в 1924 году. Первый сборник рассказов и нэсеров «На повороте» («Боролмала») опубликован в 1928. Карнай — автор многих повестей, рассказов и очерков о жизни тружеников села, о зарождении в республике нефтяной промышленности. Наиболее известны произведения Карная — повесть «Мы вернемся» («Беҙ ҡайтырбыҙ», 1940 йыл) о событиях Октябрьской революции и гражданской войны в Башкирии. В 1935 году вышла книга «Ишимбай». В 1940 году издана отдельной книгой повесть «Мы вернемся».
Карнай писал книги для детей — сборник рассказов «Турғай» («Воробей», 1936).
Перевел на башкирский язык произведения Н. В. Гоголя, М. Горького, Р. Роллана и др.

## Основные произведения
- Сборник рассказов «На повороте» (1928)
- Повесть «Огни в степи» (1932)
- Очерк «Ишимбай» (1935)
- Повесть «Мы вернёмся» (1942)
- Сборник для детей «Жаворонок» (1936), рус. пер. (1970)